# Planète étuve
Une planète étuve est une planète trop chaude pour être propice à la vie. Vénus est l'archétype de la planète étuve. 
Depuis la publication de l'article intitulé « Trajectories of the Earth System in the Anthropocene », la planète étuve ((en) Hothouse Earth) fait référence à un futur possible pour notre planète.

## Description
L'article publié dans la revue PNAS en août 2018 intitulé « Trajectories of the Earth System in the Anthropocene » décrit un seuil qui, s'il est franchi, pourrait déclencher de multiples points de basculement et des boucles de rétroaction auto-renforçantes qui empêcheraient la stabilisation du climat. Un tel phénomène, s'il s’avérait, provoquerait un réchauffement climatique et une élévation du niveau de la mer, beaucoup plus important que prévu par d'autres études, et entraînerait un profond effondrement des écosystèmes, de la société et de l'économie. Les auteurs indiquent que la franchissement d'un seuil d'environ 2 °C au-dessus des niveaux préindustriels, serait suffisant pour démarrer ce scénario.
Les décisions prises au cours de la prochaine décennie pourraient influencer le climat de la planète pendant des dizaines, voire des centaines, de milliers d'années et conduire à des conditions inhospitalières pour les sociétés humaines actuelles. Le rapport indique également qu'il existe une possibilité qu'une cascade de points de basculement se déclenche même si l'objectif défini dans l'Accord de Paris de limiter le réchauffement à 1,5-2,0 °C est atteint.
De plus, une étude de 2019 affirme que si les gaz à effet de serre dans l'atmosphère dépassent le seuil de 1 200 ppm (soit trois fois le niveau actuel), les stratocumulus pourraient se disperser brutalement, contribuant ainsi à un réchauffement de 8 °C,. 

### Pages connexes
- Points de basculement dans le système climatique
- Rétroaction climatique
- Sensibilité climatique
- Limites planétaires
- Risques d'effondrements environnementaux et sociétaux